# Lieja-Bastogne-Lieja 1894
La Lieja-Bastogne-Lieja 1894 fou la 3a edició de la clàssica ciclista Lieja-Bastogne-Lieja. Es va disputar el 26 d'agost de 1894 sobre un recorregut de 223 km i fou guanyada, per tercera vegada consecutiva, pel belga Léon Houa. Aquesta edició va estar oberta tant a ciclistes amateurs com a professionals, a diferència de les dues primeres edicions, reservades a ciclistes amateurs.

## Resultats
|    | Ciclista              | Temps        |
| -- | --------------------- | ------------ |
| 1  | Léon Houa (BEL)       | 8h 52' 05"   |
| 2  | Louis Rasquinet (BEL) | + 7' 00"     |
| 3  | René Nulens (BEL)     | + 25' 00"    |
| 4  | Maurice Garin (ITA)   | + 43' 00"    |
| 5  | Palau (BEL)           | + 53' 00"    |
| 6  | Armand Cardol (BEL)   | + 53' 00"    |
| 7  | Jos Berchmans (BEL)   | + 1h 11' 00" |
| 8  | Dethioux (BEL)        | + 1h 30' 00" |
| 9  | Mativa (BEL)          | + 1h 38' 00" |
| 10 | Ernest Winkin (BEL)   | + 1h 38' 00" |